# Енипейски пролом
Енипейският пролом (на гръцки: Φαράγγι Ενιπέα) е пролом в Източен Олимп, Гърция. Разположен е близо до градчето Литохоро.
Проломът е на река Енипеас (Мавролонгос). Ждрелото започва от Литохоро, точно в подножието на Олимп, в местността Мили, на надморска височина 320 m и завършва при хижата Приония на надморска височина от 1100 m. Общата дължина на пътеката е 9 km. В пролома са манастирът „Свети Дионисий“ и Енипейският водопад, разположен малко над хижата Приония. Проломът се пресича от европейската пътека за дълги разстояния Е4.